# Aaron McGowan
Aaron Joseph McGowan (Liverpool, 24 luglio 1996) è un calciatore inglese, difensore del Northampton Town.

## Carriera
Cresciuto nel Morecambe, il 25 giugno 2018, dopo 119 presenze totali con gli Shrimps, passa all'Hamilton Academical. Dopo non aver rinnovato il contratto in scadenza, il 29 giugno 2020 viene tesserato dal Kilmarnock.

## Statistiche

### Presenze e reti nei club
Statistiche aggiornate al 2 agosto 2020.
| Stagione                   | Squadra                    | Campionato                 | Campionato | Campionato | Coppe nazionali | Coppe nazionali | Coppe nazionali | Coppe continentali | Coppe continentali | Coppe continentali | Altre coppe | Altre coppe | Altre coppe | Totale | Totale | Totale |
| Stagione                   | Squadra                    | Comp                       | Pres       | Reti       | Comp            | Pres            | Reti            | Comp               | Pres               | Reti               | Comp        | Pres        | Reti        | Pres   | Reti   |        |
| -------------------------- | -------------------------- | -------------------------- | ---------- | ---------- | --------------- | --------------- | --------------- | ------------------ | ------------------ | ------------------ | ----------- | ----------- | ----------- | ------ | ------ | ------ |
| 2012-2013                  | Morecambe                  | FL2                        | 1          | 0          | FACup+CdL       | -               | -               | -                  | -                  | -                  | FLT         | -           | -           | 1      | 0      |        |
| 2013-2014                  | Morecambe                  | FL2                        | 2          | 0          | FACup+CdL       | 0+0             | 0               | -                  | -                  | -                  | FLT         | 0           | 0           | 2      | 0      |        |
| 2014-2015                  | Morecambe                  | FL2                        | 8          | 1          | FACup+CdL       | 0+0             | 0               | -                  | -                  | -                  | FLT         | 0           | 0           | 8      | 1      |        |
| 2015-2016                  | Morecambe                  | FL2                        | 21         | 0          | FACup+CdL       | 2+0             | 0               | -                  | -                  | -                  | FLT         | 3           | 0           | 26     | 0      |        |
| 2016-2017                  | Morecambe                  | FL2                        | 30         | 0          | FACup+CdL       | 2+0             | 0               | -                  | -                  | -                  | EFLT        | 4           | 0           | 36     | 0      |        |
| 2017-2018                  | Morecambe                  | FL2                        | 40         | 0          | FACup+CdL       | 2+1             | 0               | -                  | -                  | -                  | EFLT        | 3           | 0           | 46     | 0      |        |
| Totale Morecambe           | Totale Morecambe           | Totale Morecambe           | 102        | 1          |                 | 7               | 0               |                    | -                  | -                  |             | 10          | 0           | 119    | 1      |        |
| 2018-2019                  | Hamilton Academical        | SP                         | 35         | 2          | SC+CdL          | 1+2             | 0               | -                  | -                  | -                  | -           | -           | -           | 38     | 2      |        |
| 2019-2020                  | Hamilton Academical        | SP                         | 22         | 1          | SC+CdL          | 2+5             | 0               | -                  | -                  | -                  | -           | -           | -           | 29     | 1      |        |
| Totale Hamilton Academical | Totale Hamilton Academical | Totale Hamilton Academical | 57         | 3          |                 | 10              | 0               |                    | -                  | -                  |             | -           | -           | 67     | 3      |        |
| Totale carriera            | Totale carriera            | Totale carriera            | 159        | 4          |                 | 17              | 0               |                    | -                  | -                  |             | 10          | 0           | 186    | 4      |        |